# Fluido estático esfericamente simétrico perfeito
Em teorias métricas da gravitação, particularmente relatividade geral, uma solução para um fluido estático esfericamente simétrico perfeito  (um termo o qual é abreviado em inglês como ssspf, de static spherically symmetric perfect fluid) é um espaço-tempo equipado com o apropriado conjunto de tensores de campo o qual modelam uma esfera estática de fluido com pressão isotrópica.
Tais soluções são frequentemente usadas como modelos idealizados de estrelas, especialmente objetos tais como as anãs brancas e especialmente as estrelas de nêutrons. Em relatividade geral, um modelo de uma estrela isolada (ou outra esfera de fluido) geralmente consiste de uma região interior preenchida de fluido, a qual é tecnicamente uma solução de fluido perfeito das equações de campo de Einstein, e uma região exterior, a qual esta em uma assintoticamente plana solução do vácuo. Estas duas partes devem ser cuidadosamente combinadas através da superfície do mundo de uma superfície esférica, a superfície de pressão zero.  (Existem vários critérios matemáticos chamados condições de combinação para verificar-se que a combinação requerida tenha sido escolhida com sucesso.) Condutas similares adaptam-se para outras teorias métricas da gravitação, tais como a teoria Brans-Dicke.

## Observações
Neste artigo, nós focaremos sobre a construção de soluções ssspf exatas para nossa teoria da gravitação padrão, a teoria da relatividade geral. Para antecipar, a figura na direita descreve (por meio de um diagrama de imersão) a geometria espacial de um exemplo simples de um modelo estelar na relatividade geral. O espaço euclideano em que esta distribuição bidimensional Riemanniana (que está dentro de uma distribuição tridimensional Riemanniana) na qual está imersa não tem nenhum significado físico, ele é meramente uma recurso visual para ajudar a se entender por uma impressão rápida do tipo de características geométricas nós desejamos encontrar.

## Histórico
Lista-se aqui uns poucos marcos na história de soluções exatas de ssspf em relatividade geral:
- 1916: solução de fluido de Schwarzschild,
- 1939: A equação relativística de equilíbrio hidrostático, a equação Tolman-Oppenheimer-Volkoff, é introduzida,
- 1939: Tolman encontra sete soluções ssspf, duas das quais são adequadas para modelos estelares,
- 1949: ssspf de Wyman e primeiro método de função de geração,
- 1958: ssspf de Buchdahl, uma generalização relativística de um polítropo Newtoniano,
- 1967: ssspf de Kuchowicz,
- 1969: ssspf de Heintzmann,
- 1978: ssspf de Goldman,
- 1982: ssspf de Stewart,
- 1998: principais revisões por Finch & Skea e por Delgaty & Lake,
- 2000: Fodor mostra como gerar soluções ssspf usando uma função geratriz e diferenciação e operações algébricas, mas não integrações,
- 2001: Nilsson & Ugla reduzem a definição de soluções ssspf com tanto equações de estado linear e politrópica a um sistema de EDOs regulares apropriadas para a análise de estabilidade,
- 2002: Rahman & Visser apresentam um método de geração de função usando uma diferenciação, uma raiz quadrada, e uma integral definida, em coordenadas isotrópicas, com vários requisitos físicos satisfeitos automaticamente, e mostram que cada ssspf pode ser colocado em forma Rahman-Visser,
- 2003: Lake estende o longamente negligenciado método da função de geração de Wyman, tanto para coordenadas de Schwarzschild como para coordenadas isotrópicas,
- 2004: O algoritmo de Martin & Visser, outro método de geração de função que utiliza coordenadas de Schwarzschild,